# 克莱特高
克莱特高是德国巴登-符腾堡州的一个市镇。总面积45.87平方公里，总人口7412人，其中男性3663人，女性3749人（2011年12月31日），人口密度162人/平方公里。

## 友好城市
- 法國 克利松